# Heiner Schmidt
Heiner Schmidt (6 de abril de 1926 - 5 de agosto de 1985) fue un actor, locutor y director de nacionalidad alemana.

## Biografía
Nacido en Breslavia, Polonia, en aquel momento parte de Alemania, estudió desde 1949 a 1953 en la Universidad de Friburgo. Fue cofundador del Teatro Wallgraben en la ciudad de Friburgo de Brisgovia. Como actor teatral, fue Pozzo en la obra de Samuel Beckett Esperando a Godot. 
Schmidt fue también actor televisivo, participando en la serie interpretada por Vicco von Bülow (Loriot) Cartoon entre 1967 y 1972. Debía su fama a actuaciones llevadas a cabo en la segunda mitad de los años 1970, y por participar en producciones de Loriot como Schmeckt's? o Der Wähler fragt.
Heiner Schmidt falleció en el año 1985.

## Radio
- 1965 : Kay Hoff: Konzert an vier Telefonen – dirección de Horst Loebe (Saarländischer Rundfunk (SR)/Radio Bremen)
- 1966 : Ilse Aichinger: Die größere Hoffnung – dirección de Hans Bernd Müller (SR)
- 1966 : Hans Rothe: Bei Stimming am Wannsee – dirección de (NDR)
- 1968 : Alain Franck: Edwards Neffen – dirección de Klaus Groth (SR)
- 1975 : Raymond Ragan Butler: Lachen ist gut für die Seele – dirección de Peter Michel Ladiges (Südwestfunk)